# Championnat de Bosnie-Herzégovine de football 2016-2017
Navigation
Édition précédente Édition suivante
La saison 2016-2017 est la 25e édition du championnat de Bosnie-Herzégovine de football.
La première phase du championnat oppose les douze meilleurs clubs de Bosnie-Herzégovine en une série de vingt-deux rencontres, ou chaque équipe se rencontre deux fois, une fois à domicile et une à l'extérieur. À l'issue de cette phase, les douze équipes sont réparties en deux poules, les six premiers sont regroupés disputent la poule pour le titre, les six derniers la poule de relégation.
Lors de la deuxième phase, dans chaque poules les équipes se rencontrent à nouveau deux fois, une fois à domicile et une à l'extérieur. À l'issue de cette phase, le premier de la poule pour le titre est sacré champion, tandis que les deux derniers la poule de relégation poule sont relégués en deuxième division.
Trois places qualificatives pour les compétitions européennes seront attribuées par le biais du championnat (1 place au deuxième tour de qualification en Ligue des champions 2017-2018 et 2 au premier tour de qualification en Ligue Europa). Une autre place au premier tour de qualification de la Ligue Europa sera garantie au vainqueur de la Coupe de Bosnie-Herzégovine.

## Participants
| \| Čelik Krupa Metalleghe Mladost Olimpic Radnik Sarajevo Široki Brijeg Sloboda Vitez Željezničar Zrinjski \| Localisation des clubs. |
| Čelik Krupa Metalleghe Mladost Olimpic Radnik Sarajevo Široki Brijeg Sloboda Vitez Željezničar Zrinjski                               |

Légende des couleurs
- Deuxième tour de qualification de la Ligue des Champions 2016-2017
- Premier tour de qualification de la Ligue Europa 2016-2017
- Promu de Prva Liga 2015-2016

| Club                 | Classement 2015-2016 | Entraîneur         | Stade                      | Capacité théorique |
| -------------------- | -------------------- | ------------------ | -------------------------- | ------------------ |
| Zrinjski Mostar      | 1                    | Blaž Slišković     | Stade Bijeli Brijeg        | 20 000             |
| Sloboda Tuzla        | 2                    | Vlado Jagodić      | Stade de Tušanj            | 7 200              |
| Široki Brijeg        | 3                    | Goran Sablić       | Stadion Pecara             | 5 628              |
| FK Sarajevo          | 4                    | Mehmed Janjoš      | Stade Asim-Ferhatović-Hase | 35 630             |
| Željezničar Sarajevo | 5                    | Slavko Petrović    | Stade Grbavica             | 14 000             |
| Čelik Zenica         | 6                    | Boris Pavić        | Stade Bilino-Polje         | 15 292             |
| Radnik Bijeljina     | 7                    | Nebojša Milošević  | Gradski stadion            | 6 000              |
| Olimpic Sarajevo     | 8                    | Dragan Radović     | Stadion Otoka              | 3 000              |
| NK Vitez             | 9                    | Slaven Musa        | Gradski stadion            | 3 000              |
| Mladost Doboj Kakanj | 10                   | Husref Musemić     | Stadion Mladost Kakanj     | 3 000              |
| Metalleghe-BSI       | 1 (PLA)              | Mato Neretljak     | Stadion Mračaj             | 3 000              |
| FK Krupa             | 1 (PLB)              | Slobodan Starčević | Gradski stadion            | 3 500              |

## Compétition

### Première phase

#### Classement
Le classement est établi sur le barème de points classique (victoire à 3 points, match nul à 1, défaite à 0).
| Rang | Équipe               | Pts | J  | G  | N | P  | Bp | Bc | Diff |
| ---- | -------------------- | --- | -- | -- | - | -- | -- | -- | ---- |
| 1    | Zrinjski Mostar T    | 45  | 22 | 13 | 6 | 3  | 38 | 19 | +19  |
| 2    | Željezničar Sarajevo | 44  | 22 | 13 | 5 | 4  | 28 | 14 | +14  |
| 3    | FK Sarajevo          | 43  | 22 | 12 | 7 | 3  | 30 | 16 | +14  |
| 4    | Radnik Bijeljina     | 37  | 22 | 10 | 7 | 5  | 31 | 22 | +9   |
| 5    | Sloboda Tuzla        | 35  | 22 | 9  | 8 | 5  | 31 | 24 | +7   |
| 6    | FK Krupa P           | 32  | 22 | 9  | 5 | 8  | 27 | 22 | +5   |
| 7    | Široki Brijeg        | 28  | 22 | 7  | 7 | 8  | 23 | 26 | -3   |
| 8    | Mladost Doboj Kakanj | 26  | 22 | 6  | 8 | 8  | 27 | 36 | -9   |
| 9    | NK Vitez             | 23  | 22 | 5  | 8 | 9  | 12 | 19 | -7   |
| 10   | Metalleghe-BSI P     | 21  | 22 | 6  | 3 | 13 | 20 | 29 | -9   |
| 11   | Čelik Zenica         | 13  | 22 | 2  | 7 | 13 | 14 | 34 | -20  |
| 12   | Olimpic Sarajevo     | 11  | 22 | 2  | 5 | 15 | 15 | 45 | -30  |

- qualification pour la poule pour le titre
- qualification pour la poule de relégation

Abréviations
- T : Tenant du titre
- P : Promus de Prva Liga 2015-2016

#### Matchs
| Résultats (▼dom., ►ext.)                                   | ČEL | KRU | MET | MDK | OLI | RAD | SAR | ŠB  | SLO | VIT | ŽEL | ZRI |
| Čelik Zenica                                               |     | 1-2 | 1-3 | 2-2 | 3-0 | 0-1 | 1-1 | 0-1 | 0-2 | 0-1 | 1-1 | 1-1 |
| FK Krupa                                                   | 0-0 |     | 1-0 | 1-1 | 2-0 | 2-2 | 0-1 | 1-0 | 3-0 | 2-0 | 0-1 | 0-0 |
| Metalleghe-BSI                                             | 1-1 | 0-2 |     | 2-0 | 1-1 | 1-2 | 0-2 | 1-0 | 0-0 | 0-1 | 0-1 | 0-4 |
| Mladost Doboj Kakanj                                       | 1-0 | 0-1 | 3-2 |     | 3-0 | 0-0 | 0-0 | 3-1 | 3-1 | 1-2 | 0-0 | 0-1 |
| Olimpic Sarajevo                                           | 3-0 | 0-3 | 0-2 | 2-3 |     | 0-0 | 0-1 | 3-1 | 3-3 | 0-0 | 0-2 | 0-5 |
| Radnik Bijeljina                                           | 2-3 | 3-1 | 1-0 | 0-0 | 2-0 |     | 0-0 | 2-1 | 2-1 | 1-1 | 1-1 | 1-2 |
| FK Sarajevo                                                | 4-0 | 3-2 | 1-2 | 4-3 | 1-0 | 2-0 |     | 2-0 | 1-1 | 1-0 | 0-0 | 2-0 |
| Široki Brijeg                                              | 1-0 | 3-1 | 3-1 | 2-1 | 0-0 | 2-2 | 2-2 |     | 2-2 | 1-1 | 1-0 | 1-1 |
| Sloboda Tuzla                                              | 2-0 | 2-1 | 2-1 | 1-1 | 3-0 | 0-1 | 3-0 | 1-0 |     | 1-0 | 2-0 | 3-3 |
| NK Vitez                                                   | 0-0 | 0-0 | 1-0 | 1-1 | 0-0 | 1-4 | 0-1 | 0-1 | 0-0 |     | 0-2 | 0-1 |
| Željezničar Sarajevo                                       | 1-0 | 2-1 | 2-1 | 1-0 | 3-2 | 2-0 | 1-1 | 2-0 | 1-1 | 0-2 |     | 0-1 |
| Zrinjski Mostar                                            | 4-0 | 3-1 | 0-2 | 2-1 | 4-1 | 2-1 | 1-0 | 0-0 | 2-0 | 2-1 | 0-4 |     |
| - Victoire à domicile - Match nul - Victoire à l'extérieur |     |     |     |     |     |     |     |     |     |     |     |     |

### Deuxième phase

#### Poule pour le titre

##### Classement
Le classement est établi sur le barème de points classique (victoire à 3 points, match nul à 1, défaite à 0).
| Rang | Équipe               | Pts | J  | G  | N  | P  | Bp | Bc | Diff |
| ---- | -------------------- | --- | -- | -- | -- | -- | -- | -- | ---- |
| 1    | Zrinjski Mostar T    | 64  | 32 | 18 | 10 | 4  | 54 | 25 | +29  |
| 2    | Željezničar Sarajevo | 63  | 32 | 18 | 9  | 5  | 41 | 22 | +19  |
| 3    | FK Sarajevo          | 59  | 32 | 16 | 11 | 5  | 41 | 22 | +19  |
| 4    | FK Krupa P           | 46  | 32 | 12 | 10 | 10 | 40 | 34 | +6   |
| 5    | Sloboda Tuzla        | 43  | 32 | 11 | 10 | 11 | 39 | 42 | -3   |
| 6    | Radnik Bijeljina     | 40  | 32 | 10 | 10 | 12 | 37 | 39 | -2   |

Qualifications européennes
Ligue des champions 2017-2018
- 1er : 2e tour de qualification

Ligue Europa 2017-2018
- 2e et 3e : 1er tour de qualification

Abréviations
- T : Tenant du titre
- P : Promus de Prva Liga 2015-2016

##### Matchs
| Résultats (▼dom., ►ext.)                                   | KRU | RAD | SAR | SLO | ŽEL | ZRI |
| FK Krupa                                                   |     | 1-1 | -   | 3-0 | 1-1 | 1-1 |
| Radnik Bijeljina                                           | 2-2 |     | 0-3 | 0-1 | 0-1 | 1-2 |
| FK Sarajevo                                                | 1-1 | 1-1 |     | 1-0 | 1-0 | 0-0 |
| Sloboda Tuzla                                              | 1-3 | 2-0 | 0-2 |     | 2-2 | 0-0 |
| Željezničar Sarajevo                                       | 1-0 | -   | 0-0 | 4-2 |     | 2-1 |
| Zrinjski Mostar                                            | 4-0 | 2-0 | 3-2 | -   | 0-0 |     |
| - Victoire à domicile - Match nul - Victoire à l'extérieur |     |     |     |     |     |     |

#### Poule de relégation

##### Classement
Le classement est établi sur le barème de points classique (victoire à 3 points, match nul à 1, défaite à 0).
| Rang | Équipe               | Pts | J  | G | N  | P  | Bp | Bc | Diff |
| ---- | -------------------- | --- | -- | - | -- | -- | -- | -- | ---- |
| 7    | Široki Brijeg        | 37  | 32 | 9 | 10 | 13 | 34 | 35 | -1   |
| 8    | Mladost Doboj Kakanj | 37  | 32 | 8 | 13 | 11 | 42 | 45 | -3   |
| 9    | NK Vitez             | 35  | 32 | 8 | 11 | 13 | 20 | 30 | -10  |
| 10   | Čelik Zenica         | 35  | 32 | 8 | 11 | 13 | 28 | 39 | -11  |
| 11   | Metalleghe-BSI P     | 32  | 32 | 7 | 11 | 14 | 25 | 34 | -9   |
| 12   | Olimpic Sarajevo     | 23  | 32 | 5 | 8  | 19 | 28 | 62 | -34  |

Relégation
Abréviations
- T : Tenant du titre
- P : Promus de Prva Liga 2015-2016

##### Matchs
| Résultats (▼dom., ►ext.)                                   | ČEL | MET | MDK | OLI | ŠB  | VIT |
| Čelik Zenica                                               |     | 0-0 | 1-0 | 4-1 | 1-0 | 1-0 |
| Metalleghe-BSI                                             | 0-0 |     | 0-0 | 1-1 | 0-0 | 0-0 |
| Mladost Doboj Kakanj                                       | 3-3 | -   |     | 2-2 | 1-0 | 4-1 |
| Olimpic Sarajevo                                           | 0-1 | 1-0 | 3-3 |     | 2-0 | -   |
| Široki Brijeg                                              | -   | 0-1 | 4-0 | 5-1 |     | 0-1 |
| NK Vitez                                                   | 0-2 | 1-1 | 3-0 | 0-2 | 1-1 |     |
| - Victoire à domicile - Match nul - Victoire à l'extérieur |     |     |     |     |     |     |

## Statistiques

### Buts marqués par journée
Ce graphique représente le nombre de buts marqués lors de chaque journée.
* indique que tous les matches de la journée n'ont pas encore été disputés ou qu'il manque des données.

### Meilleurs buteurs
Modèle:Mise à jour
| Rang | Joueur             | Club                 | Buts |
| ---- | ------------------ | -------------------- | ---- |
| 1    | Ivan Lendrić       | Željezničar          | 19   |
| 2    | Elvir Koljić       | Krupa                | 13   |
| 3    | Jasmin Mešanović   | Zrinjski             | 11   |
| 3    | Sulejman Krpić     | Sloboda Tuzla        | 11   |
| 5    | Mersudin Ahmetović | Sarajevo             | 10   |
| 5    | Marko Obradović    | Radnik               | 10   |
| 5    | Nemanja Bilbija    | Zrinjski             | 10   |
| 5    | Goran Brkić        | Mladost Doboj Kakanj | 10   |
| 9    | Wagner             | Široki Brijeg        | 9    |
| 9    | Nermin Crnkić      | Sarajevo             | 9    |
| 9    | Luka Menalo        | Široki Brijeg        | 9    |
| 9    | Asim Zec           | Sloboda Tuzla        | 9    |
| 13   | Saša Kajkut        | Krupa                | 7    |
| 13   | Ognjen Todorović   | Zrinjski             | 7    |
| 13   | Anel Husić         | Mladost Doboj Kakanj | 7    |

## Parcours en coupes d'Europe
Le parcours des clubs espagnols en coupes d'Europe est important puisqu'il détermine le coefficient UEFA, et donc le nombre de clubs espagnols présents en coupes d'Europe les années suivantes.

### Parcours européen des clubs
| Zrinjski Mostar  | Ligue des champions | Deuxième tour de qualification | Legia Varsovie     |
| Sloboda Tuzla    | Ligue Europa        | Premier tour de qualification  | Beitar Jérusalem   |
| Široki Brijeg    | Ligue Europa        | Premier tour de qualification  | Birkirkara FC      |
| Radnik Bijeljina | Ligue Europa        | Premier tour de qualification  | Beroe Stara Zagora |

### Coefficient UEFA du championnat bosnien
Le classement UEFA de la fin de saison 2016-2017 permet d'établir la répartition et le nombre d'équipes pour les coupes d'Europe de la saison 2018-2019.
| Rang 2017 | Rang 2016 | Évolution | Ligue              | 2012-2013 | 2013-2014 | 2014-2015 | 2015-2016 | 2016-2017 | Coefficient | Places en Ligue des champions de l'UEFA | Places en Ligue des champions de l'UEFA | Places en Ligue des champions de l'UEFA | Places en Ligue des champions de l'UEFA | Places en Ligue Europa | Places en Ligue Europa | Places en Ligue Europa | Places en Ligue Europa | Places en Ligue Europa |
| Rang 2017 | Rang 2016 | Évolution | Ligue              | 2012-2013 | 2013-2014 | 2014-2015 | 2015-2016 | 2016-2017 | Coefficient | PG                                      | TB                                      | T3                                      | T2                                      | PG                     | TB                     | T3                     | T2                     | T1                     |
| --------- | --------- | --------- | ------------------ | --------- | --------- | --------- | --------- | --------- | ----------- | --------------------------------------- | --------------------------------------- | --------------------------------------- | --------------------------------------- | ---------------------- | ---------------------- | ---------------------- | ---------------------- | ---------------------- |
| 38        | 39        | +1        | Albanie            | 0,750     | 2,000     | 0,875     | 2,125     | 0,750     | 6,500       | -                                       | -                                       | -                                       | 1                                       | -                      | -                      | -                      | -                      | 3                      |
| 39        | 38        | -1        | Bosnie-Herzégovine | 1,250     | 1,500     | 1,750     | 1,500     | 0,500     | 6,500       | -                                       | -                                       | -                                       | 1                                       | -                      | -                      | -                      | -                      | 3                      |
| 40        | 36        | -4        | Géorgie            | 1,500     | 1,875     | 1,250     | 0,625     | 1,125     | 6,375       | -                                       | -                                       | -                                       | 1                                       | -                      | -                      | -                      | -                      | 3                      |

### Coefficient UEFA des clubs engagés en Coupe d'Europe
- Ligue des champions 2016-2017
- Ligue Europa 2016-2017

| Rang 2016 | Rang 2017 | Évolution | Club             | 2012-2013 | 2013-2014 | 2014-2015 | 2015-2016 | 2016-2017 | Coefficient UEFA |
| --------- | --------- | --------- | ---------------- | --------- | --------- | --------- | --------- | --------- | ---------------- |
| 335       | 300       | +35       | Zrinjski Mostar  | 0,250     | 0,800     | 1,350     | 0,550     | 1,100     | 4,050            |
| 315       | 318       | -3        | Široki Brijeg    | 0,750     | 1,300     | 0,850     | 0,300     | 0,350     | 3,550            |
| -         | 409       | Nouveau   | Sloboda Tuzla    | 0,250     | 0,300     | 0,350     | 0,300     | 0,350     | 1,550            |
| -         | 409       | Nouveau   | Radnik Bijeljina | 0,250     | 0,300     | 0,350     | 0,300     | 0,350     | 1,550            |